# کنیچی اگو
کنیچی اگو (ژاپنی: 江後 賢一؛ زادهٔ ۷ ژوئن ۱۹۷۹) یک بازیکن فوتبال اهل ژاپن است.
از باشگاه‌هایی که در آن بازی کرده‌است می‌توان به باشگاه فوتبال ونتفورت کوفو، باشگاه فوتبال گاینار توتوری و باشگاه فوتبال اهیمه اشاره کرد.